# Golden State Warriors 1993-1994
La stagione 1993-94 dei Golden State Warriors fu la 45ª nella NBA per la franchigia.
I Golden State Warriors arrivarono terzi nella Pacific Division della Western Conference con un record di 50-32. Nei play-off persero al primo turno con i Phoenix Suns (3-0).

## Risultati
| Squadra                | V  | P  | %    | GB |
| ---------------------- | -- | -- | ---- | -- |
| Seattle SuperSonics    | 63 | 19 | 76,8 | -  |
| Phoenix Suns           | 56 | 26 | 68,3 | 7  |
| Golden State Warriors  | 50 | 32 | 61,0 | 13 |
| Portland Trail Blazers | 47 | 35 | 57,3 | 16 |
| Los Angeles Lakers     | 33 | 49 | 40,2 | 30 |
| Sacramento Kings       | 28 | 54 | 34,1 | 35 |
| Los Angeles Clippers   | 27 | 55 | 32,9 | 36 |

## Roster
| N° | Naz.                   | Ruolo | Sportivo         | Anno | Alt. | Peso \|\| |
| -- | ---------------------- | ----- | ---------------- | ---- | ---- | --------- |
| 2  | Stati Uniti (bandiera) | G     | Keith Jennings   | 1968 | 170  | 73        |
| 4  | Stati Uniti (bandiera) | AC    | Chris Webber     | 1973 | 206  | 111       |
| 6  | Stati Uniti (bandiera) | G     | Avery Johnson    | 1965 | 180  | 79        |
| 11 | Stati Uniti (bandiera) | A     | Josh Grant       | 1967 | 206  | 101       |
| 12 | Stati Uniti (bandiera) | A     | Andre Spencer    | 1964 | 198  | 95        |
| 15 | Stati Uniti (bandiera) | G     | Latrell Sprewell | 1970 | 196  | 86        |
| 17 | Stati Uniti (bandiera) | GA    | Chris Mullin     | 1963 | 198  | 91        |
| 20 | Stati Uniti (bandiera) | G     | Dell Demps       | 1970 | 191  | 93        |
| 21 | Stati Uniti (bandiera) | A     | Byron Houston    | 1969 | 196  | 113       |
| 22 | Stati Uniti (bandiera) | GA    | Todd Lichti      | 1967 | 193  | 93        |
| 25 | Stati Uniti (bandiera) | AC    | Chris Gatling    | 1967 | 208  | 100       |
| 30 | Stati Uniti (bandiera) | GA    | Billy Owens      | 1969 | 203  | 100       |
| 35 | Stati Uniti (bandiera) | GA    | Jud Buechler     | 1968 | 198  | 100       |
| 41 | Stati Uniti (bandiera) | AC    | Tod Murphy       | 1963 | 206  | 100       |
| 44 | Stati Uniti (bandiera) | GA    | Jeff Grayer      | 1965 | 196  | 91        |
| 52 | Stati Uniti (bandiera) | AC    | Victor Alexander | 1969 | 206  | 120       |

## Staff tecnico
- Allenatore: Don Nelson
- Vice-allenatori: Gregg Popovich, Paul Pressey, Donn Nelson
- Preparatore atletico: Tom Abdenour
- Preparatore fisico: Mark Grabow